# Мерхляй
Мерхляй — река в России, протекает по Рузаевскому району Республики Мордовия. Устье реки находится в 8 км от устья Инницы по левому берегу. Длина реки составляет 10 км, площадь водосборного бассейна — 53,8 км².
Исток реки в лесу севернее села Хованщина в 23 км к северо-западу от Рузаевки. Река течёт на север, возле села Огарёво на границе со Старошайговским районом впадает в Инницу.

## Данные водного реестра
По данным государственного водного реестра России относится к Окскому бассейновому округу, водохозяйственный участок реки — Мокша от истока до водомерного поста города Темников, речной подбассейн реки — Мокша. Речной бассейн реки — Ока.
Код объекта в государственном водном реестре — 09010200112110000027667.